# Ima Hogg
Ima Hogg (10 de julio de 1882 - 19 de agosto de 1975), conocida como "La Primera Dama de Texas", fue una filántropa, coleccionista y mecenas artística estadounidense. Ima fue una ávida coleccionista de arte, y propietaria de obras de Picasso, Paul Klee y Matisse, entre otros. Donó centenares de piezas de arte al Museo de Bellas Artes de Houston (Houston's Museum of Fine Arts) y formó parte de un comité que trabajó en la planificación del Kennedy Center en Washington D. C. Ima coleccionaba antigüedades norteamericanas, y trabajó en un comité que tenía por misión encontrar mobiliario histórico para la Casa Blanca. Restauró y renovó varias propiedades, incluida la plantación Varner y Bayou Bend, que posteriormente donó a Texas y a las instituciones que mantienen las instalaciones y sus colecciones de hoy. Ima Hogg ha recibido numerosos premios y honores, entre ellos el Premio Louise E. du Pont Crowninshield de la Asociación Nacional para la Preservación Histórica, el Premio de Santa Rita de la Universidad de Texas System, y un doctorado honorario en Bellas Artes por la Universidad del Sudoeste.
Ima era hija de Sarah Ann "Sallie" Stinson y Stephen James "Big Jim" Hogg, fiscal general de Texas y gobernador del estado. Su primer nombre (Ima) fue tomado de El Destino de Marvin, un poema épico escrito por su tío Thomas Hogg. Ella se esforzó por esconder su nombre, mediante una firma ilegible y utilizando papelería impresa "I. Hogg" o "Miss Hogg".  Aunque hubo rumores de que Hogg tenía una hermana llamada "Ura Hogg", ella sólo tenía hermanos. El padre de Ima dejó la función pública en 1895, y poco después, a su madre se le diagnosticó tuberculosis. Cuando Sarah fallece ese año, la hermana mayor de Jim Hogg, que había enviudado, se muda a Austin para cuidar de los niños Hogg. Entre 1899 y 1901, Ima asistió a la Universidad de Austin en Texas, y luego se trasladó a la ciudad de Nueva York para estudiar piano y teoría musical durante dos años. Tras la muerte de su padre en 1906, viajó a Europa y pasó dos años estudiando música con Xaver Scharwenka en Viena. Al regresar a Texas, crea y dirige la Orquesta Sinfónica de Houston y se desempeña como presidente de la Sociedad Sinfónica.
El descubrimiento de petróleo en la plantación de la familia incrementó en gran medida la fortuna de los Hogg, y ella utilizó esos ingresos para beneficiar a la gente de Texas. En 1929, fundó el Centro de Orientación Infantil de Houston, que ofrece consejería para niños con problemas mentales y sus familias. De acuerdo con la voluntad de su hermano, crea la Fundación Hogg para la Salud Mental en la Universidad de Texas en Austin en 1940. Desde 1943 Ima se incorporó al Consejo Escolar de Houston, donde trabajó para eliminar el género y la raza como criterios para determinar la remuneración y en establecer programas de educación artística para estudiantes negros.  Al recibir la noticia de su deceso, la Universidad de Texas declaró dos días de luto colocando la bandera a media asta. Ima Hogg nunca se casó, y murió en 1975. La Fundación Ima Hogg fue el principal beneficiario de su voluntad, y lleva a cabo su labor filantrópica hasta hoy. Se han establecido varios premios anuales en su nombre, en reconocimiento a sus esfuerzos por preservar el patrimonio cultural de Texas.

## Controversias por su nombre

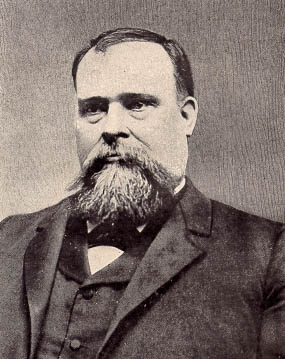
Padre de Ima Hogg, James Stephen "Jim" Hogg (1851 - 1906), gobernador de Texas.

Para poder comprender la molestia que la combinación de su nombre y apellido le despertaba a Ima es importante destacar que en inglés la palabra "hogg" designa a una oveja macho castrada, mientras que "hog" significa cerdo. Por lo tanto el nombre Ima Hogg (que en inglés se pronuncia en forma muy similar a la frase I´m a Hogg) podía ser interpretado como "Yo soy un cerdo", o "Yo soy un carnero", lo cual es sumamente inapropiado.
Al nacer su única hija, Jim Hogg le escribió a su hermano: «¡Desbordamos de alegría! ¡Tenemos una hija de porte tan fino y de expresión tan angelical, como la naturaleza le puede conceder a un hombre, y su nombre es Ima!» Ima Hogg no tenía segundo nombre, a pesar de que ello era inusual para la época. Su primer nombre fue tomado de un poema épico sobre la Guerra Civil titulado La suerte de Marvin, que había sido escrito por su tío, el poeta Thomas Hogg, en el cual se hace referencia a dos mujeres jóvenes de nombre Ima y Leila. En la biografía de Ima Hogg de Virginia Bernhard, se indica que «hay algunos que creen que James Stephen Hogg... Nombró a su única hija Ima Hogg para atraer la atención de los votantes de Texas» en un año cuando estaba en una reñida competencia por ascender al cargo de fiscal del Séptimo Distrito en Texas, el cual finalmente le fue concedido. Por otra parte se desprende de los papeles de Jim Hogg que él no fue consciente de lo inapropiada que resultaba la combinación de nombre y apellido de su hija.
Ima Hogg más tarde relataría: «Mi abuelo, Stinson, vivía a 24 km de Mineola y las noticias no llegaban rápidamente. Cuando se enteró del nombre de su nieta viajó rápidamente a la ciudad para protestar, pero ya era demasiado tarde. El bautismo tuvo lugar, y el nombre de Ima se mantuvo». Durante su infancia, el hermano mayor de Ima, William, venía a menudo a casa de la escuela con la nariz ensangrentada, muchas veces como resultado de haber defendido la reputación de su hermana. A lo largo de su vida adulta, Ima firmó su nombre en un garabato en el cual su primer nombre resultaba  ilegible. Su papelería personal llevaba impresa "Miss Hogg" o "I. Hogg". Ima no utilizó otro nombre hasta unos meses antes de su muerte, cuando comenzó a llamarse a sí misma "Imogene". Su último pasaporte fue expedido a nombre de "Ima Imogene Hogg".
Contrariamente a la creencia popular, Ima no tenía una hermana de nombre Ura. En Texas circuló la historia de que Jim Hogg, cuando se postuló para la reelección como gobernador de Texas en 1892, viajó a menudo con Ima y una amiga de ella y las presentó como sus hijas, Ima y Ura. Ima sostuvo a lo largo de su vida que esto nunca sucedió. A menudo se vio obligada a decir que el mito era falso; cientos de personas escribían cartas preguntando si Ima era su nombre real y si realmente tenía una hermana llamada Ura. El periódico Kansas City Star incluso se inventó otra hermana, Hoosa.
A principios de los años 1930, Ima trabajó en una colección de documentos y discursos de su padre con su biógrafo, el historiador Robert C. Cotner, convirtiéndose en una celosa guardiana de su lugar en la historia, a menudo escribiendo cartas para aclarar o refutar los artículos publicados acerca de su padre. Según Bernhard, «el hecho mismo de que Ima llevaba un nombre que hizo necesaria toda una vida de explicaciones también la impulsó a defender a su padre contra sus detractores. De esta manera se defendió a sí misma, lo hizo con gran habilidad y cortesía inquebrantable».
Ima Hogg ha sido la fuente de bromas, listas, y concursos de "nombres desafortunados" o "peor nombre de bebé", incluida la errónea tradición de que Jim Hogg había nombrado a sus dos hijas "Ima Hogg" y "Ura Hogg". Nombres de bebé igualmente desafortunados de acuerdo con el Censo de los Estados Unidos incluyen los siguientes registros: Ima Pigg, Ima Muskrat, Ima Nut, Ima Hooker, Ima Pain, Ima Weiner, Ima Reck y Ima Butt.

## Primeros años
Ima Hogg nació en Mineola, Texas, en 1882, siendo sus padres Jim Hogg y Sarah Ann "Sallie" Stinson. Ima fue la segunda de cuatro hijos, incluyendo a sus hermanos William Clifford Hogg (1875–1930), Michael Hogg (1885–1941) y Thomas Elisha Hogg (1887–1949). La familia Hogg era muy activa en la administración pública. Su bisabuelo, Thomas Hogg, ayudó en las legislaturas estatales de Georgia, Alabama y Misisipi. Su abuelo, Joseph Lewis Hogg, ayudó en el Congreso de la República de Texas y también ayudó a redactar la Constitución del Estado de Texas. En el momento de su nacimiento, el padre de Ima era el fiscal de distrito del Séptimo Distrito en Texas. Su mandato expiró en 1884, y la familia se mudó a Tyler, Texas, donde aprendió de leyes. Dos años después, Jim Hogg fue elegido como fiscal general de Texas y la familia Hogg se mudó a la capital del estado, Austin, donde Ima comenzó su educación preescolar. Cuando Jim Hogg fue elegido como el primer gobernador nativo  de Texas cuatro años después, Ima acompañó a su madre y a su hermano mayor a la toma de juramento y a la ceremonia posterior en enero de 1891. Así pues, se realiza la primera inauguración en la reciente construcción del Capitolio Estatal de Texas. La familia se mudó a la residencia del Gobernador. Construido en 1855, el edificio estaba en malas condiciones, con muros agrietados y muebles en mal estado, y se esperaba que Ima y sus hermanos ayudaran a renovarlo.

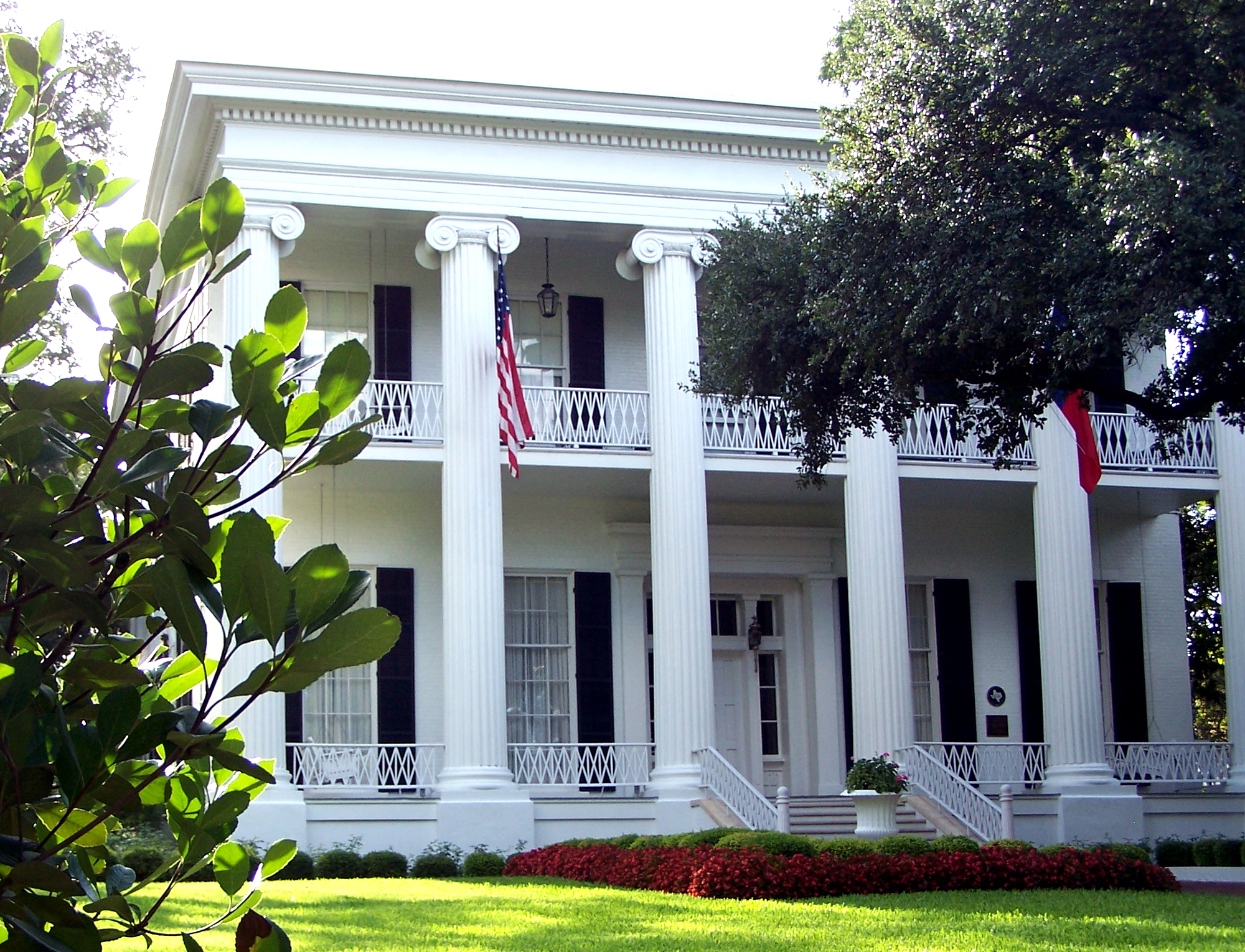
La familia Hogg vivió en la residencia del Gobernador de Texas en Austin durante el período en el que Jim Hogg fue el vigésimo gobernador de Texas.

## Otras lecturas
- «Miss Ima Hogg: A Legend is Born». University of Houston, College of Education. Archivado desde el original el 5 de abril de 2008. Consultado el 12 de marzo de 2008.
- «The Life of Ima Hogg: The Philanthropist». University of Houston, College of Education. Consultado el 17 de marzo de 2008.
- McManis, Margaret Olivia (author), Dupree, Bruce (illustrator) (2002). Ima & the Great Texas Ostrich Race. Eakin Press. ISBN 1571686053. OCLC 49602035.